# Cheongunhyoja-dong
Cheongunhyoja-dong (koreanska: 청운효자동) är en stadsdel i stadsdistriktet Jongno-gu i Sydkoreas huvudstad Seoul.  